# Kandara (groupe)
 (juin 2023).
Kandara est un groupe népalais de pop, originaire de Pokhara.

## Histoire
Kandara est surtout connu pour avoir contribué à établir le genre pop folk au sein de l'industrie musicale népalaise. Avec ses mélodies distinctives, simples et folkloriques, ainsi qu'une voix pleine d'âme, le groupe a produit plusieurs plusieurs chansons telles que Leka ki hey Maya, Hongkong Pokhara, Tagaroma rumal Rakhi, Timi pari tyo Gauma, Bideshiyera gaien Uni, et Chanchale kanchhiko joban. Le groupe est connu pour créer de nouvelles de nouvelles paroles pour des chansons populaires existantes, en mettant l'accent sur les thèmes du nationalisme, de la misère humaine, de l'amour et de la nature, de la misère humaine, de l'amour et de la nature. Kandara est l'un des premiers à collaborer avec à collaborer avec de célèbres poètes et paroliers népalais tels que Sarubhakta Shrestha, Binod Gauchan et Ramesh Shrestha. une pratique qui est devenue populaire dans l'industrie musicale népalaise,,.
En 2016, Kandara fait son retour avec la sortie d'un nouvel album comprenant la chanson populaire Bhedi Gothaima. L'album comprend huit chansons au total, ainsi qu'un ancien succès, Timi Pari. Après la sortie de l'album, le groupe effectue une tournée au Népal. Kandara collabore avec l'écrivain, chanteur, acteur et musicien Surbhakta,,,,,,.

## Discographie
- 1994 : Chanchale Kanchi
- 1996 : Danda Pari
- 1998 : Hong Kong Pokhara
- 2006 : Barshaun Pachi
- 2016 : Bhedi Gothaima